# Charles Macklin
Charles Macklin (26 septembre 1699, Comté de Donegal - 11 juillet 1797, Londres) est un acteur et auteur dramatique britannique.
Il est l’un des plus célèbres acteurs de son temps, aussi brillant dans le genre tragique que dans le genre comique.

## Biographie
Il se querella avec un autre acteur et le tua. Il fut jugé, mais acquitté et mourut centenaire. 
Il écrivit, parmi d’autres comédies « Love a la Mode » (1759) et « The man of the world » (1781), ses seules pièces à avoir été imprimées. 
Il fut le créateur de Sir Pertinax Macsycophant, un célèbre personnage burlesque.